# Joan Alfons de Xèrica
Joan Alfons de Xèrica (? - 1369) era fill il·legítim de Pere de Xèrica i la seva amistançada María Pérez. Tenia una germana dels mateixos progenitors: Joana (?-1382), que es va casar amb el comte de Carrión Juan Sánchez Manuel. Joan Alfons va lluitar al costat del seu pare a la Guerra dels dos Peres.
A la mort del seu pare sense fills legítims el 1362 va reclamar ser-ne el successor. En aquell moment ocupava la vila de Llíria com a capità de Castella, motiu pel qual el rei catalanoaragonès Pere el Cerimoniós el va reconèixer com a hereu del patrimoni dels Xèrica a canvi de passar-se de bàndol, cosa que va fer el 1364. Immediatament la vídua, i les filles legítimes van protestar aquesta decisió, que va haver de ser revisada el 1366: Finalment només es va quedar la baronia de Xèrica, mentre que la de Cocentaina fou per a la seva germanastra Beatriu de Xèrica i d'Arborea.
Poc després, al morir també sense fills, la vila de Xèrica va passar a mans del rei, que la va ascendir a l'estatus de comtat i la va donar a l'infant i futur rei Martí l'Humà el 1372.